# Claude Crétier
Pour les articles homonymes, voir Crétier.
Claude Crétier est un skieur alpin français, né le 14 mai 1977 à Bourg-Saint-Maurice. Il compte un podium en Coupe du monde et une participation aux Jeux olympiques d'hiver.

## Palmarès

### Jeux olympiques d'hiver
Claude Crétier participe aux Jeux de Salt Lake City en 2002. Il y dispute deux courses, et obtient une 5e place dans la descente.
| Épreuve / Édition | Salt Lake City 2002 |
| ----------------- | ------------------- |
| Descente          | 5e                  |
| Super-G           | Abandon             |

### Championnats du monde
Claude Crétier participe à une seule édition des championnats du monde de ski alpin, à Saint-Moritz en 2003. Il y dispute le super-G et se classe 17e.
| Épreuve / Édition | Saint-Moritz 2003 |
| ----------------- | ----------------- |
| Super-G           | 17e               |

### Coupe du monde
Au total, Claude Crétier participe à 83 courses en Coupe du monde et compte un podium,.

#### Différents classements en Coupe du monde
| Saison / Épreuve | Saison / Épreuve | Général | Général | Descente | Descente | Super-G | Super-G |
| ---------------- | ---------------- | ------- | ------- | -------- | -------- | ------- | ------- |
| Saison / Épreuve | Saison / Épreuve | Class.  | Points  | Class.   | Points   | Class.  | Points  |
| 1999             | 1999             | 105e    | 23      | 43e      | 23       | -       | -       |
| 2000             | 2000             | 62e     | 103     | 27e      | 88       | 37e     | 15      |
| 2001             | 2001             | 69e     | 71      | 26e      | 64       | 50e     | 7       |
| 2002             | 2002             | 41e     | 186     | 17e      | 168      | 35e     | 18      |
| 2003             | 2003             | 84e     | 53      | 42e      | 26       | 33e     | 27      |
| 2004             | 2004             | 143e    | 1       | 57e      | 1        | -       | -       |
| 2005             | 2005             | 146e    | 1       | 59e      | 1        | -       | -       |

#### Performances générales
| Résultat  | Descente | Super-G | Slalom | Total |
| --------- | -------- | ------- | ------ | ----- |
| 1re place | -        | -       | -      | -     |
| 2e place  | 1        | -       | -      | 1     |
| 3e place  | -        | -       | -      | -     |
| Top 10    | 4        | -       | -      | 4     |
| Top 30    | 28       | 7       | -      | 35    |
| Autres    | 27       | 20      | 1      | 48    |
| Départs   | 55       | 27      | 1      | 83    |

### Championnats de France
- Champion de France de Descente en 2002
- Double Champion de France de Super G en 2001 et 2003
- 3ème des Championnats de France de Descente en 2003